# 코에이
코에이(일본어: コーエー)는 일본의 비디오 게임 회사이다. 주요 작품으로 《삼국지》와 《노부나가의 야망》, 《대항해시대》, 《진·삼국무쌍》 등이이다. 그 밖에도 여성향 게임의 시초라 불리는 《네오 안젤리크》시리즈의 제작사로도 유명하며 이후 네오 로망스 계열 게임이라 불리며 호화 성우진을 자랑하는 《네오 안젤리크》, 《금색의 코르다》, 《머나먼 시공 속에서》 등을 시리즈화하며 꾸준히 판매를 이어가고 있다. 네오 로망스 게임만을 위한 이벤트인 네오 로망스 페스티벌(줄여 네오로망페스타)을 해마다 여름과 겨울에 개최한다. 별도로 게임시티란 홈페이지를 운영하여 자사의 게임을 소개하고 있다.
역사 시뮬레이션 게임의 경우 일본인에게 지나칠 정도로 후한 능력치를 부여해서 논란이 되기도 했다.

## 이름
등기상의 상호는 주식회사광영(株式會社光榮)이다. 회사 설립시에 업종에 얽매이지 않는 회사 이름을 역학사(易學師)에게 권유받아 "빛나는 회사에"(光り榮える會社に)이라는 소원을 담아 명명되었다.

## 역사
1978년 7월 25일, 코에이를 창립하였다.
2009년 10월 1일, 테크모 회사를 인수하여 코에이 테크모가 되었다.

## 출시 작품
| 일본 역사 시리즈 - 노부나가의 야망 - 태합입지전 - 전국무쌍 - 원평합전 중국 역사 시리즈 - 삼국지 - 삼국지 조조전 - 삼국지 영걸전 - 삼국지 공명전 - 진·삼국무쌍 - 수호전 시리즈 - 수호전 - 수호전 : 천도 108성 - 수호전 : 천명의 맹세 - 항유기 세계사 시리즈 - 칭기스칸 - 대항해시대 - 제독의 결단 - 진격의 거인 - 기타루맨 - 랑펠로 - 무쌍 오로치 - 로얄 블러드 시리즈 - 로얄 블러드 - 영문판은 젬파이어(Gemfire) - 로얄 블러드Ⅱ ~디날왕국 연대기~ | - 켈트의 전설 - 네오 로망스 시리즈 - 안젤리크 시리즈 - 안젤리크 스페셜 - 안젤리크 2 - 이상한 나라의 안젤리크 - 안젤리크 천공의 진혼가(레퀴엠) - 스위트 안젤리크 - 안젤리크 트로와 - 안젤리크 트로와 애장판 - 안젤리크 에뜨와르 - TV 애니메이션 사랑하는 천사 안젤리크 ~마음이 눈 뜨는 때~ - TV 애니메이션 사랑하는 천사 안젤리크 ~빛나는 내일~ - 네오 안젤리크 - TV 애니메이션 네오 안젤리크 - 금색의 코르다 - 금색의 코르다 2 - 금색의 코르다 2 앙코르 - 머나먼 시공 속에서 시리즈 - 머나먼 시공 속에서 - 머나먼 시공 속에서 2 - 머나먼 시공 속에서 3 - 에어 메니지먼트 시리즈 - 에어 메니지먼트 - 에어 매니지먼트2 |

## 참고 문헌
- 佐々木, 潤 (2013), 《80年代マイコン大百科》, 総合科学出版

## 같이 보기
- 시부사와 고